# Т-скан
Т-скан III (англ. T-scan III) — компьютерная система для клинической диагностики и анализа окклюзионных контактов разработанная фирмой Tekscan (Boston, MA, 1987). Такой анализ позволяет определить последовательность, синхронность, площадь и силу каждого контакта. Данная система может измерять усилие с учетом времени для оценки динамической окклюзии непосредственно в полости рта пациента, что является более точным и быстрым методом в отличие от анализа окклюзии на моделях челюстей в артикуляторе.
Технология T-Scan III применяется на всех этапах лечения зубов, связанных с диагностикой и коррекцией окклюзии, и является единственным количественным методом анализа окклюзии, применимым на практике.,,
Сравнение контактов проводится в центральном соотношении и в максимальном межбугорковом положении, а также протрузии, правой и левой латеротрузии.
Возможность отображения аналитических данных, таких как «Центр силы» и «Центр траектории силы», позволяет всесторонне оценивать общий баланс окклюзии, который является основным для планирования и контроля процесса лечения.
С момента появления первой системы в 1987 году, использование компьютерного анализа окклюзии получило широкое распространение в имплантологии, ортодонтии, обучении пациентов, терапевтической стоматологии, а также в области диагностики и исправления патологий височно-нижнечелюстного сустава.

## Принцип работы
Во время исследования пациент прикусывает индивидуальную пластинку — сенсор, который оценивает и отражает на мониторе компьютера все контакты между зубами, учитывая:
- последовательность и силу их возникновения;
- распределение нагрузки на каждый зуб и на определённый сегмент:
- смещение центра силы при движении нижней челюсти.

Данные хранятся в электронном виде, что позволяет составить план лечения и контролировать его процесс.
Окклюзионная диагностика состоит из записи нескольких фильмов, отображающих окклюзионные контакты, для уточнения данных и обнаружения погрешности. Запись проводится в нескольких положениях:
- центральном соотношении для отображения первых преждевременных контактов;
- максимальном межбугорковом смыкании для определения сил смыкания по всей дуге справа налево в процентном соотношении, дисбаланса окклюзии и времени окклюзии (времени *достижения максимального межбугоркового положения);
- экскурсионных движениях нижней челюсти (латеротрузия вправо, латеротрузия влево, протрузия) для определения рабочих и нерабочих препятствий и времени дизокклюзии;
- привычном смыкании для определения преждевременных контактов зубов, которые подвергаются перегрузке при жевательных движениях.

## Необходимость окклюзионного анализа
Адекватная оценка и контроль окклюзии играет важную роль для достижения положительного результата и повышения срока службы любого стоматологического лечения. Неправильные окклюзионные контакты приводят к перегрузке зубов и так называемой травматической окклюзии, клиническим проявлением которой являются:
- миграция зубов;
- трещины эмали;
- потемнение зуба;
- подвижность зубов;
- атрофия тканей пародонта,
- рецессия десны (убыль десны);
- появление дефектов пломб, коронок (сколы керамики), сокращение срока их службы;
- нарушение остеоинтеграции имплантатов, а также сокращение сроков их службы;
- заболеваниям височно-нижнечелюстного сустава;
- мигрени.[1]